# Mylène Demongeot
Mylène Demongeot (født Marie-Hélène Demongeot 29. september 1935 i Nice, død 1. december 2022) var en fransk skuespillerinde.
Hun var kendt mest i Danmark for filmserien Fantomas med Louis de Funès og Jean Marais.[kilde mangler]
Hun var gift med Marc Simenon, søn af George Simenon.

## Filmografi
- Fantomas: (1964) af André Hunnebelle
- Mellem fjender: (2004) af Olivier Marchal

## Refrencer
1. ↑  Navnet er anført på engelsk og stammer fra Wikidata hvor navnet endnu ikke findes på dansk.
2. ↑  Mylene Demongeot Dies: French Film Actress Known For Comedy Was 87 (engelsk), deadline.com, 1. december 2022, hentet 3. december 2022